# 竹内伸
竹内 伸（たけうち しん、1935年 - ）は、日本の工学者。東京理科大学名誉教授、東京理科大学元学長。
東京大学名誉教授、元東京大学物性研究所所長。東京大学理学博士。東京都出身。

## 略歴
- 1960年：東京大学理学部物理学科卒業[3]
- 1960年：金属材料技術研究所研究員
- 1969年：東京大学物性研究所助教授
- 1974年：文部省在外研究員（アメリカ）
- 1983年：東京大学物性研究所教授
- 1991年：東京大学物性研究所所長[4]
- 1996年：東京理科大学基礎工学部材料工学科教授
- 2006年：東京理科大学学長
- 2009年：東京理科大学近代科学資料館館長
- 2013年：東京理科大学近代科学資料館顧問
- 2015年：瑞宝中綬章受章[5][6]

## 主な受賞
- 1975年 日本金属学会功績賞
- 1999年 材料技術研究協会技術賞
- 2002年 第22回村上記念賞

## 家族
東京大学史料編纂所所長・東京大学名誉教授の竹内理三は実父、東京大学名誉教授の竹内啓は実兄。